# Coppa della Regina 2016-2017 (pallavolo)
La Coppa della Regina 2016-17 si è svolta dal 17 al 19 febbraio 2017: al torneo hanno partecipato sei squadre di club spagnole e la vittoria finale è andata per la prima volta all'Haris.

## Regolamento
Le squadre hanno disputato quarti di finale (non hanno partecipato la prima e la seconda classificata al termine del girone di andata della regular season di SFV 2016-17, già qualificate alle semifinali), semifinali e finale.

## Squadre partecipanti
| Squadra      | Qualificazione                       | Ultima partecipazione      |
| ------------ | ------------------------------------ | -------------------------- |
| Aguere       | 3ª al girone di andata SFV 2016-2017 | Coppa della Regina 2014-15 |
| Alcobendas   | 5ª al girone di andata SFV 2016-2017 | Coppa della Regina 2015-16 |
| Haris        | 2ª al girone di andata SFV 2016-2017 | Coppa della Regina 2015-16 |
| Haro         | 4ª al girone di andata SFV 2016-2017 | Coppa della Regina 2015-16 |
| Logroño      | 1ª al girone di andata SFV 2016-2017 | Coppa della Regina 2015-16 |
| Playa Madrid | Squadra organizzatrice               | Coppa della Regina 2015-16 |

## Torneo

### Tabellone
|  | Quarti | Quarti       | Quarti |  |   | Semifinali | Semifinali | Semifinali |  |   | Finale  | Finale | Finale |
|  |        |              |        |  |   |            |            |            |  |   |         |        |        |
|  |        |              |        |  |   | 1          | Logroño    | 3          |  |   |         |        |        |
|  |        |              |        |  |   | 1          | Logroño    | 3          |  |   |         |        |        |
|  |        |              |        |  |   | 3          | Aguere     | 0          |  |   |         |        |        |
|  | 3      | Aguere       | 3      |  |   | 3          | Aguere     | 0          |  |   |         |        |        |
|  | 3      | Aguere       | 3      |  |   |            |            |            |  |   |         |        |        |
|  | 4      | Haro         | 1      |  |   |            |            |            |  |   |         |        |        |
|  | 4      | Haro         | 1      |  |   |            |            |            |  | 1 | Logroño | 2      |        |
|  |        |              |        |  |   |            |            |            |  | 1 | Logroño | 2      |        |
|  |        |              |        |  |   |            |            |            |  |   | 2       | Haris  | 3      |
|  | Q      | Playa Madrid | 0      |  |   |            |            |            |  |   | 2       | Haris  | 3      |
|  | Q      | Playa Madrid | 0      |  |   |            |            |            |  |   |         |        |        |
|  | 5      | Alcobendas   | 3      |  |   |            |            |            |  |   |         |        |        |
|  | 5      | Alcobendas   | 3      |  | 2 | Haris      | 3          |            |  |   |         |        |        |
|  |        |              |        |  | 2 | Haris      | 3          |            |  |   |         |        |        |
|  |        |              |        |  |   | 5          | Alcobendas | 0          |  |   |         |        |        |
|  |        |              |        |  |   | 5          | Alcobendas | 0          |  |   |         |        |        |

### Risultati

#### Quarti di finale
| 17 febbraio 2017 Pabellón Europa, Leganés Durata: 1h:43 - Spettatori: 2 600 | Aguere       | 3 - 1 | Haro       | 25-18, 25-23, 18-25, 25-19 |
| 17 febbraio 2017 Pabellón Europa, Leganés Durata: 1h:36 - Spettatori: 3 200 | Playa Madrid | 0 - 3 | Alcobendas | 23-25, 22-25, 19-25        |

#### Semifinali
| 18 febbraio 2017 Pabellón Europa, Leganés Durata: 1h:01 - Spettatori: 2 800 | Logroño | 3 - 0 | Aguere     | 25-17, 25-14, 25-8  |
| 18 febbraio 2017 Pabellón Europa, Leganés Durata: 1h:21 - Spettatori: 3 400 | Haris   | 3 - 0 | Alcobendas | 26-24, 25-19, 25-14 |

#### Finale
| 19 febbraio 2017 Pabellón Europa, Leganés Durata: 1h:54 - Spettatori: 4 000 | Logroño | 2 - 3 | Haris | 20-25, 18-25, 25-16, 25-15, 13-15 |